# ヴィ・マックス
ヴィ・マックス株式会社は、日本の出版社。
書籍の出版、映像コンテンツの企画、制作、販売を行う。
1987年（昭和62年）2月設立。本社は、東京都中野区上高田3-38-5。
2001年まで商品を制作販売していたが、現在の経営状態は不明。
過去に発売された出版物等の在庫分は、各販売店で購入可能。

## 関連会社
スタジオ・イルビット
「studio il Bit 」は、映像編集機能を備えた録音スタジオ。
所在地は、東京都新宿区上落合1-27-12 プランドールイナゲB1F
現在の経営状態は不明。